# Rafael Moneo

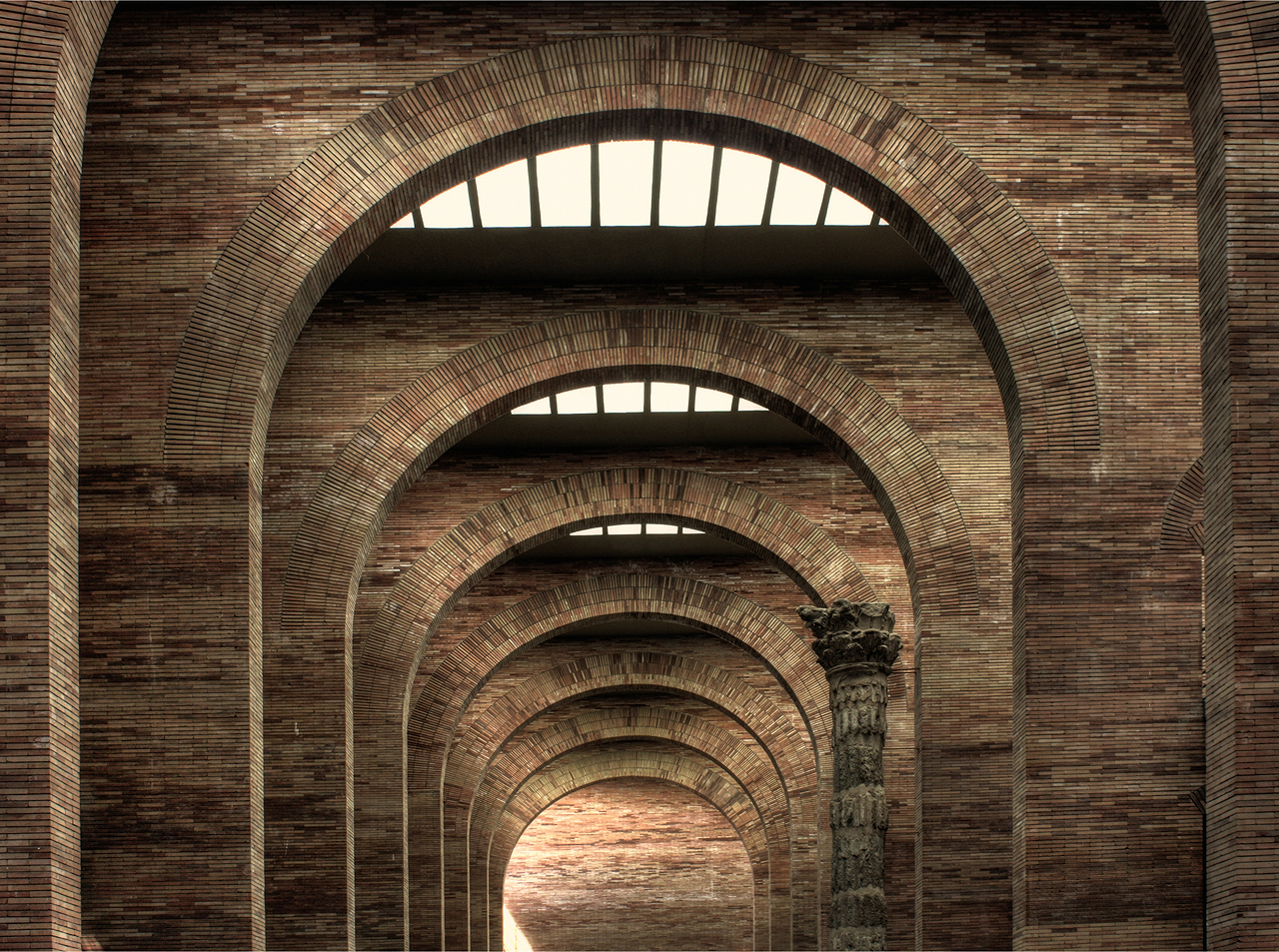
Muzeum Sztuki Rzymskiej w Meridzie, 1980-85

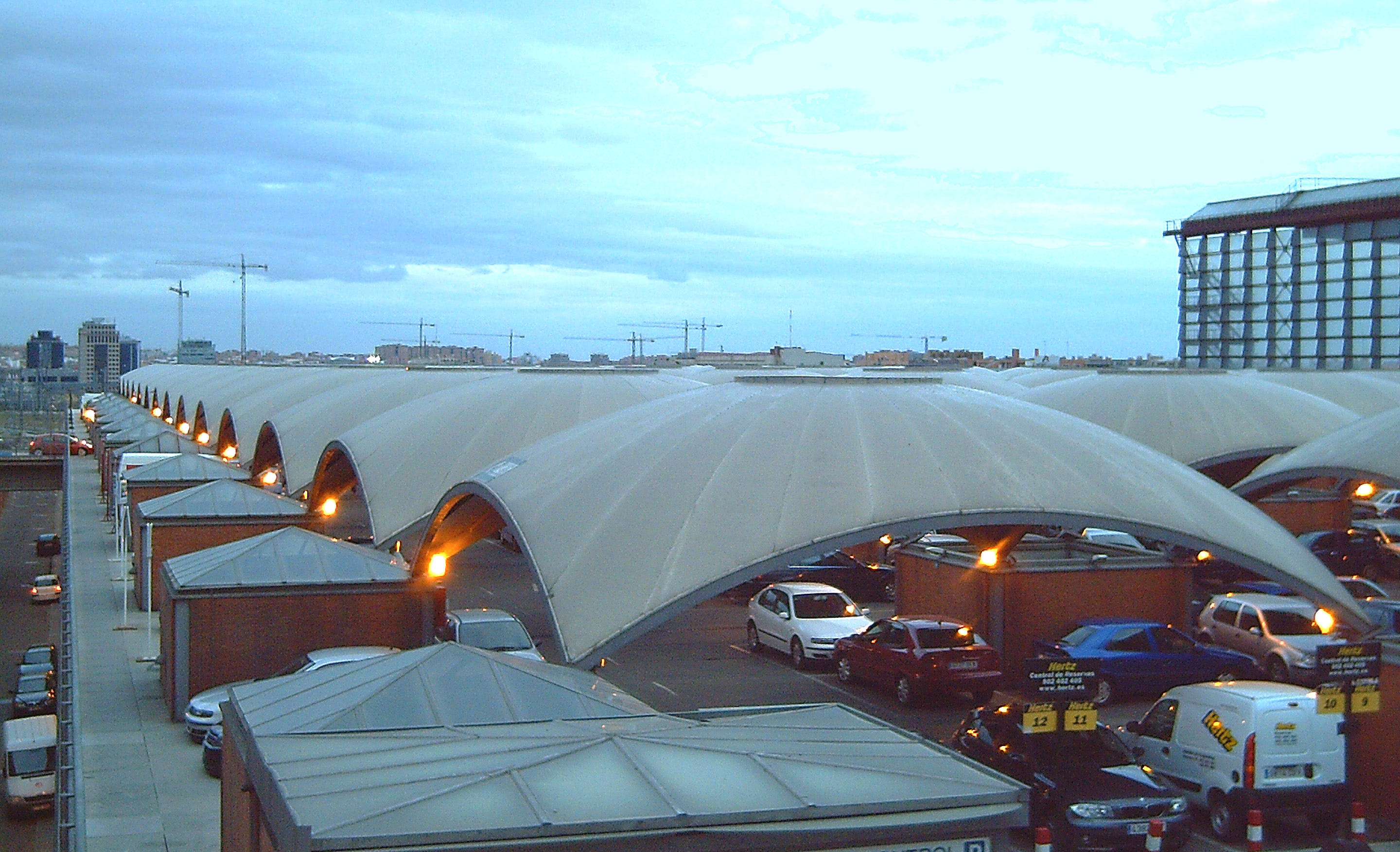
Dworzec Atocha w Madrycie, 1985-88

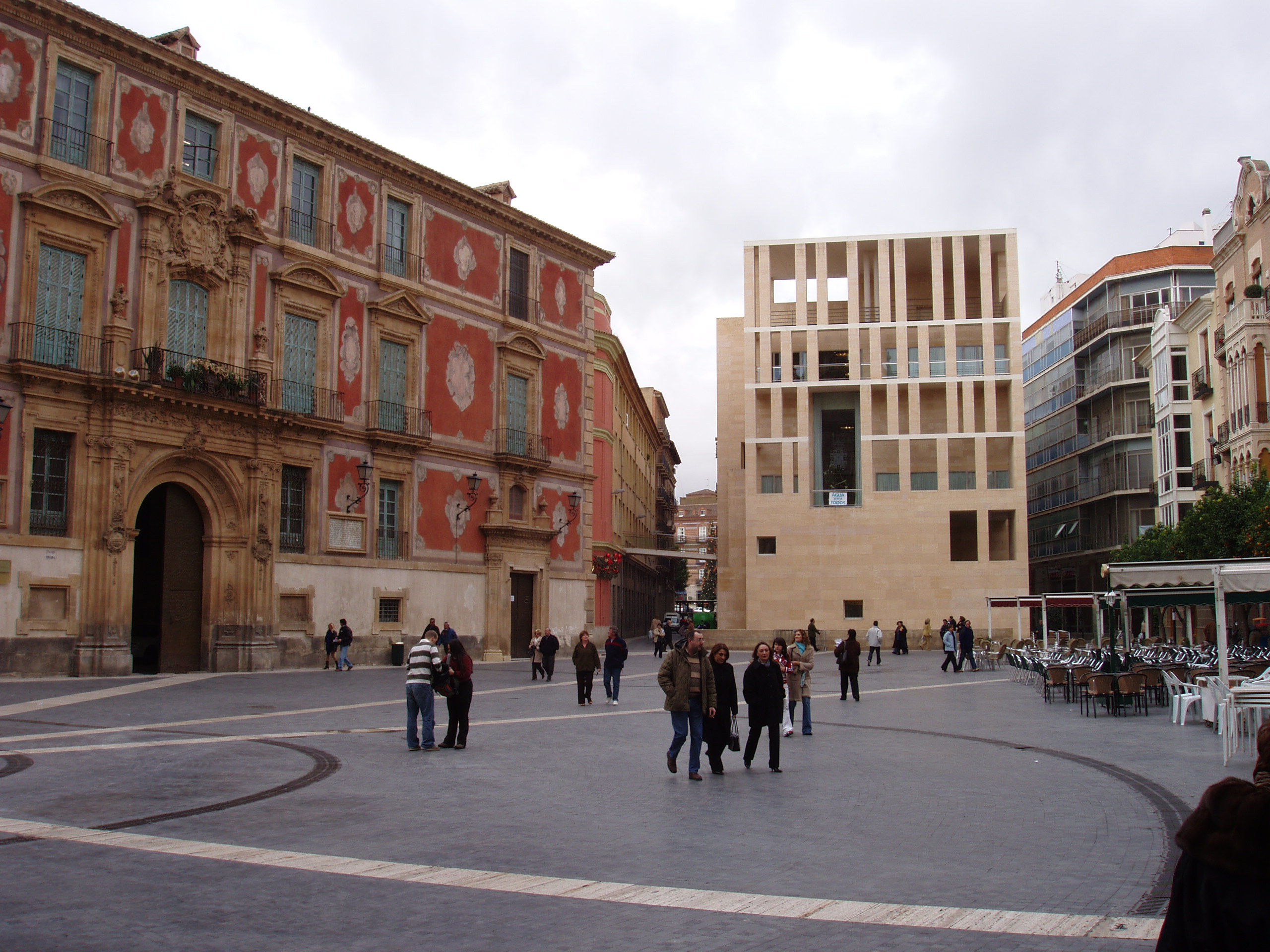
Ratusz w Murcji 1991-98

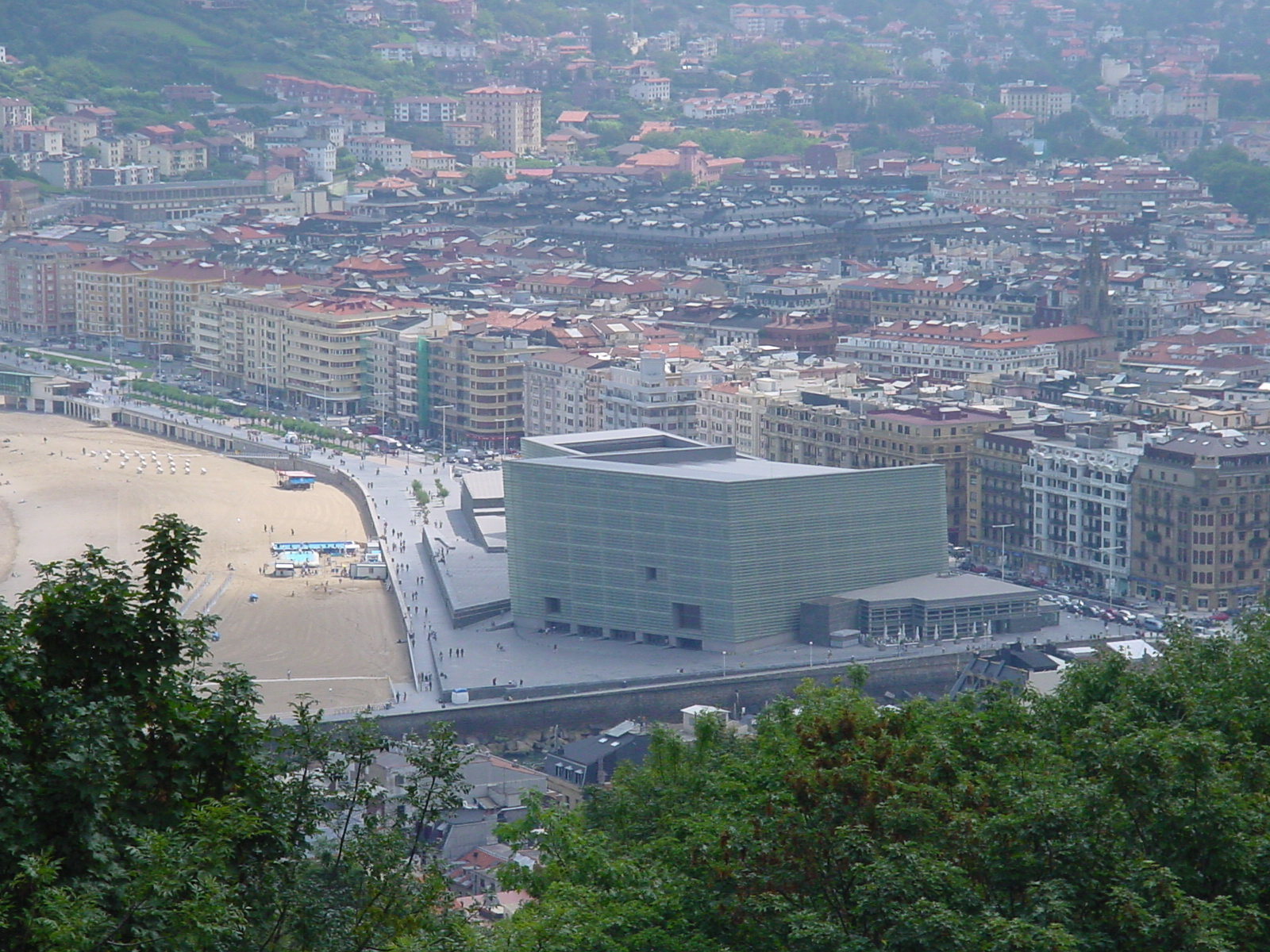
Kursaal sala kongresowa w San Sebastian, 1990-99

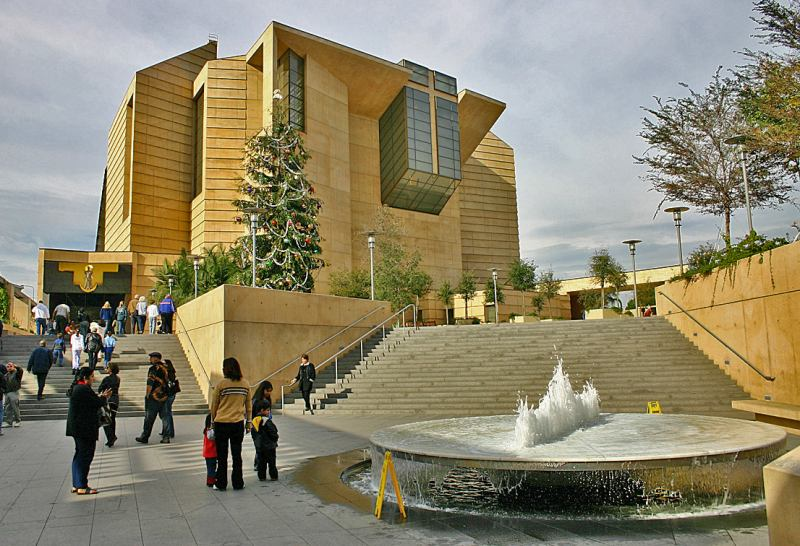
Katedra Lady of Angels w Los Angeles 1996–2002

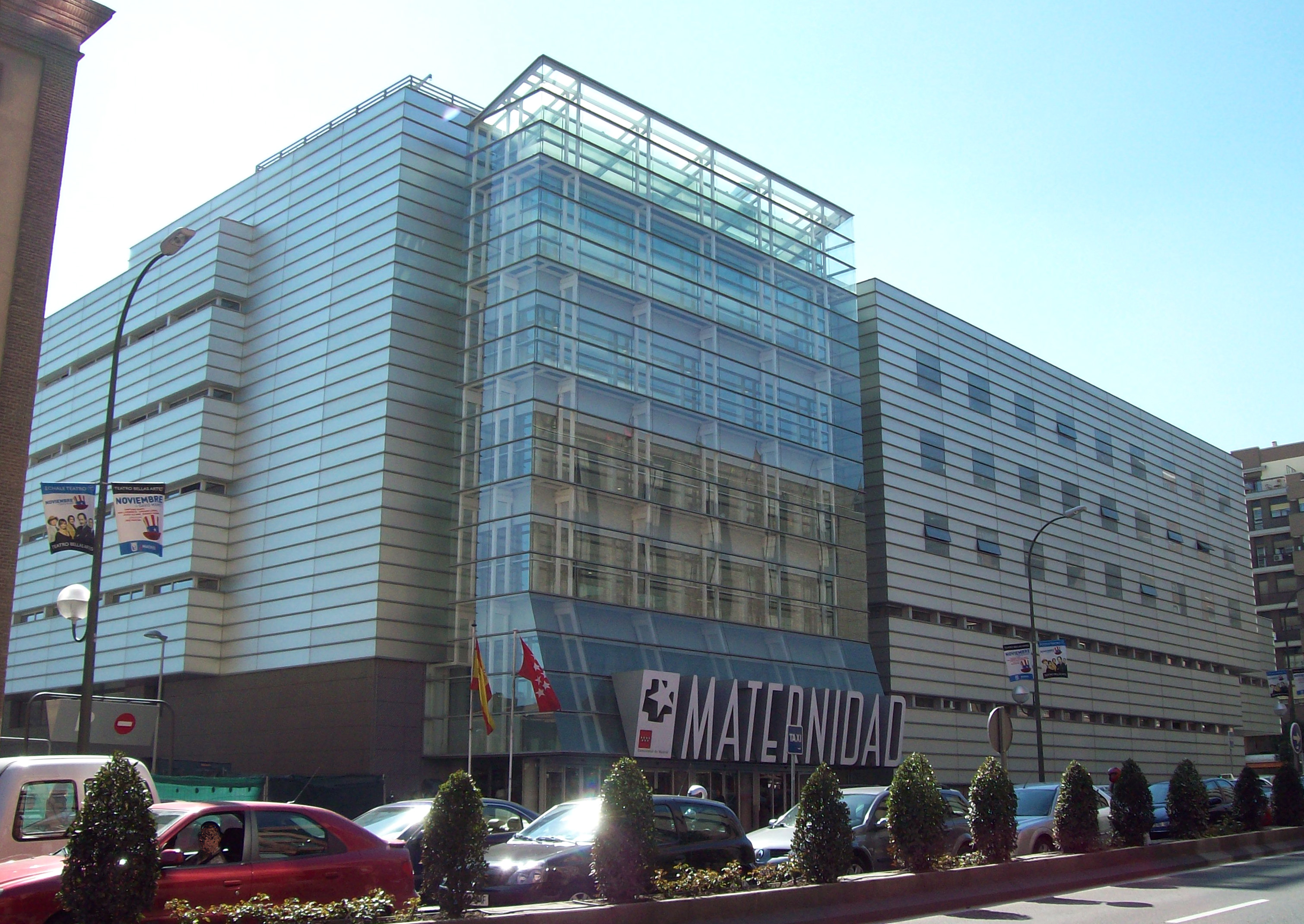
Szpital O’Donnell, Madryt, 1996−2003

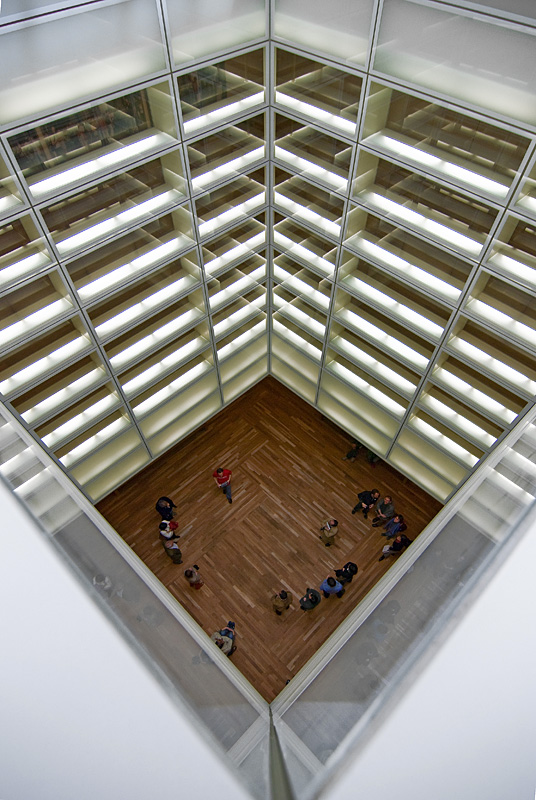
Rozbudowa Muzeum Prado w Madrycie, 2007

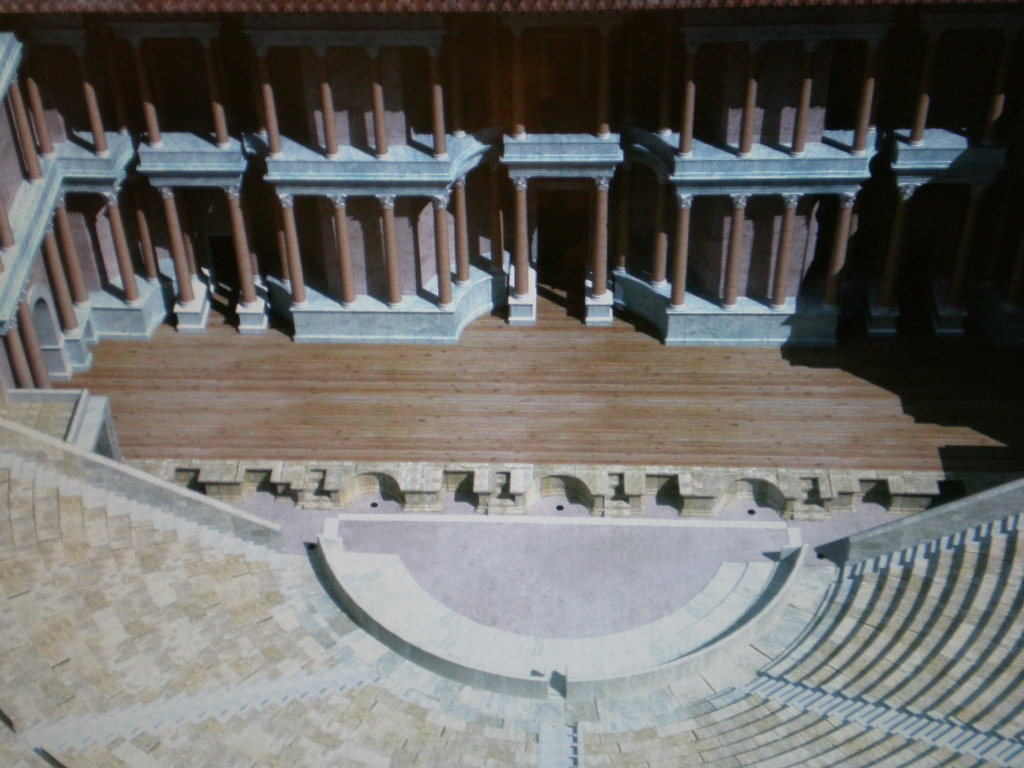
Teatr Rzymski, Kartagena 2008

José Rafael Moneo Vallés (ur. 9 maja 1937 w Tudeli) – hiszpański architekt, laureat wielu prestiżowych nagród międzynarodowych, m.in. Nagrody Pritzkera w 1996, a w 2001 nagrody Miesa van der Rohe. Członek Królewskiej Akademii Sztuk Pięknych św. Ferdynanda.

## Młodość
Matka Joségo Rafaela Moneo Vallésa pochodziła z AragoniI, zaś ojciec z Tudeli i pracował przez całe życie jako inżynier przemysłowy. Początkowo Rafaela interesowała głównie filozofia i malarstwo, jednak z czasem postanowił pójść w ślady ojca i zaczął się zajmować architekturą.
W 1954 opuścił Tudelę i rozpoczął studia architektoniczne na madryckim uniwersytecie. Wielce szanował swojego profesora historii architektury, Leopoldo Torres Balbás, który miał na niego istotny wpływ. W czasie studiów pracował u architekta Francisco Javier Sáenz de Oiza. “Chciałem zostać architektem w takim samym stylu jak Oiza z całym jego entuzjazmem kierującym nim w pracy.” W 1961 ukończył studia.
Po ukończeniu studiów udał się do Hellebaeck w Danii, aby pracować u Jørna Utzona przy projekcie Opery w Sydney w Australii, a po ukończeniu pracy zwiedził całą Skandynawię.
Po powrocie do Madrytu wygrał konkurs na pobyt w Akademii Hiszpańskiej w Rzymie. Spędził w tym mieście dwa lata, ze swoją świeżo poślubioną żoną Belén Feduchi (córką architekta Luisa Feduchiego). „Było wspaniale być z nią w Rzymie, z osobą która dzieliła mój entuzjazm do architektury bez bycia architektem. Ten czas był fundamentalny dla mojej kariery. Pozwolił mi studiować, podróżować, odwiedzać szkoły, poznać takie osoby jak Zevie, Tafuri, Portoghesi i innych, ale przede wszystkim poznać istotę tego miasta, mającego znaczący wkład do mojej edukacji jako architekta. Życie w Akademii pozwoliło mi na zawarcie wielkich przyjaźni z muzykami, malarzami i rzeźbiarzami.” W 1965 uzyskał stopień doktorski i założył własne biuro.

## Kariera
W 1966 rozpoczął pracę na Uniwersytecie Technicznym w Madrycie na Wydziale Architektury i rozpoczął pisać artykuły. W 1976 Moneo został zaproszony na stypendium do Instytutu Architektury i Urbanistyki oraz aby uczyć w Cooper Union School of Architecture w Nowym Jorku. W ciągu następnych lat bywał wizytującym profesorem na Uniwersytetach Princeton i Harvardzie, oraz w Lozannie w Szwajcarii. W 1980 został dziekanem Szkoły Architektury w Madrycie na okres pięciu lat, a następnie (1984–1990) dziekanem i profesorem w Szkole Wzornictwa na Uniwersytecie Harvarda.
Od 1991 aktywność naukowa Moneo został poszerzona do szeregu sympozjów i wykładów w instytutach Uniwersytetu Chicagowskiego, Columbia, w Princeton, Yale, Tulane’a, Rhode Island School of Design; w Anglii Architectural Association School i Royal Institute of British Architects w Londynie oraz w Uniwersyteckiej Szkole Architektury w Cambridge; w Japonii na Uniwersytecie Nihon; Academii Sztuki Współczesnej w Wiedniu w Austrii; w Royal Academy w Kopenhadzie w Danii; w Muzeum w Luwrze w Paryżu we Francji oraz Uniwersytecie Pontificia w Santiago w Chile.
Moneo jest członkiem American Academy of Arts and Sciences i Akademii Świętego Łukasza w Rzymie. Jest członkiem honorowym Amerykańskiego Instytutu Architektury (American Institute of Architects) i Królewskiego Instytutu Brytyjskich Architektów (Royal Institute of British Architects).
Architektura Moneo cechuje się poszukiwaniem relacji przestrzennych, proporcji, problematyką rastra, daleka jest natomiast od funkcjonalizmu.
W 2007 odwiedził Kraków, a w 2009 był jurorem konkursu na gmach Muzeum Historii Polski w Warszawie.

## Główne dzieła
- 1965-68 Fabryka transformatorów Diestre w Saragossie
- 1973-81 Urząd Gminy Logroño
- 1980-86 Muzeum Sztuki Rzymskiej w Meridzie
- 1980-88 Oddział Banku Hiszpanii w Jaén
- 1983-92 Siedziba Towarzystwa Architektów w Tarragonie
- 1984-92 Dworzec kolejowy Atocha w Madrycie
- 1987-92 Terminal lotniska w San Pablo w Sewilli
- 1988-97 Audytorium koncertowe wBarcelonie
- 1989-92 Fundacja Mirò w Palma di Maiorca
- 1989-92 Restauracja Pałacu Villahermosa na Muzeum Thyssen-Bornemisza w Madrycie
- 1990-93 Muzeum Sztuki im. Davisa w Wellesley, Wellesley College, Massachusetts (USA) Foto
- 1990-99 Kursaal – centrum kongresowe w San Sebastian
- 1991 Hotel z biurami na Potsdamer Platz w Berlinie (D)
- 1991-98 Muzeum Sztuki Współczesnej i Architektury w Sztokholmie (S)
- 1991-98 Ratusz w Murcji
- 1992-00 Muzeum Sztuki Współczesnej w Houston (USA)
- 1996 Archiwum Navarry w Pampelunie
- 1996-00 Katedra Our Lady of the Angels w Los Angeles (USA)
- 1997 Przebudowa rejonu souks w Bejrucie (Liban)
- 2001 Muzeum Nauk w Valladolid
- 2004-08 Biblioteka uniwersytecka w Bilbao
- 2008 Muzeum Chase w Providence, Rhode Island (USA)

## Nagrody
- 1996 Nagroda Pritzkera
- 1992 Złoty Medal za osiągnięcia w sztuce od rządu hiszpańskiego
- 1993 Doktorat Honoris Causa od Leuven University
- 1993 Nagroda Pamiątkowa Arnolda W. Brunnera od Amerykańskie Akademii Sztuki
- 1993 Nagroda Księżniczki Viany od Rządu Prowincji Nawarry
- 1993 Nagroda Schocka od Fundacji Schocka i Królewskiej Akademii Szatuki w Sztokholmie (Schock Prize in the Visual Arts)
- 1994 a Laurea ad Honorem od Szkoły Architektury w Wenecji
- 2001 Nagroda Miesa van der Rohe

## Galeria fotografii

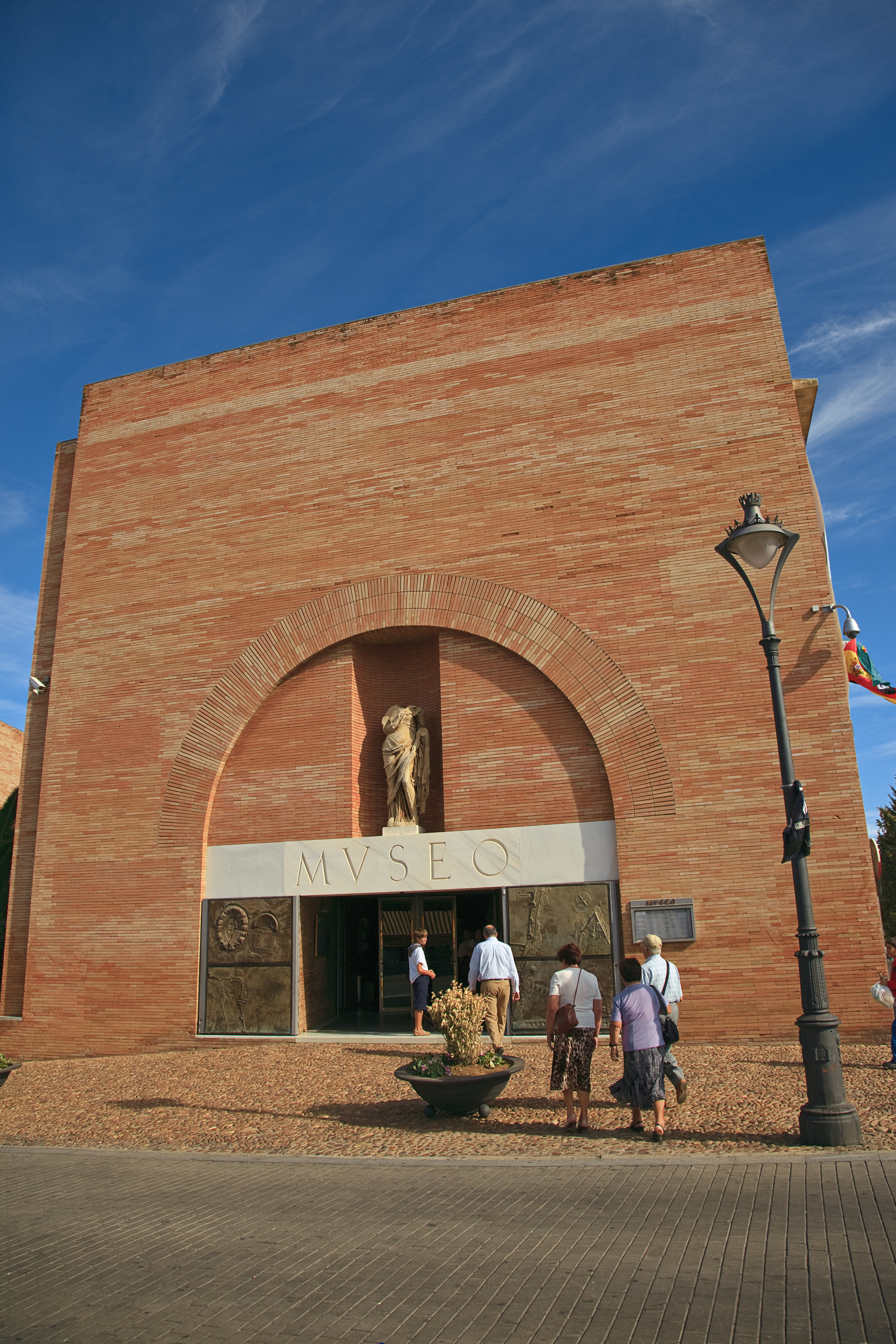
Muzeum Sztuki Rzymskiej w Meridzie, 1980-85
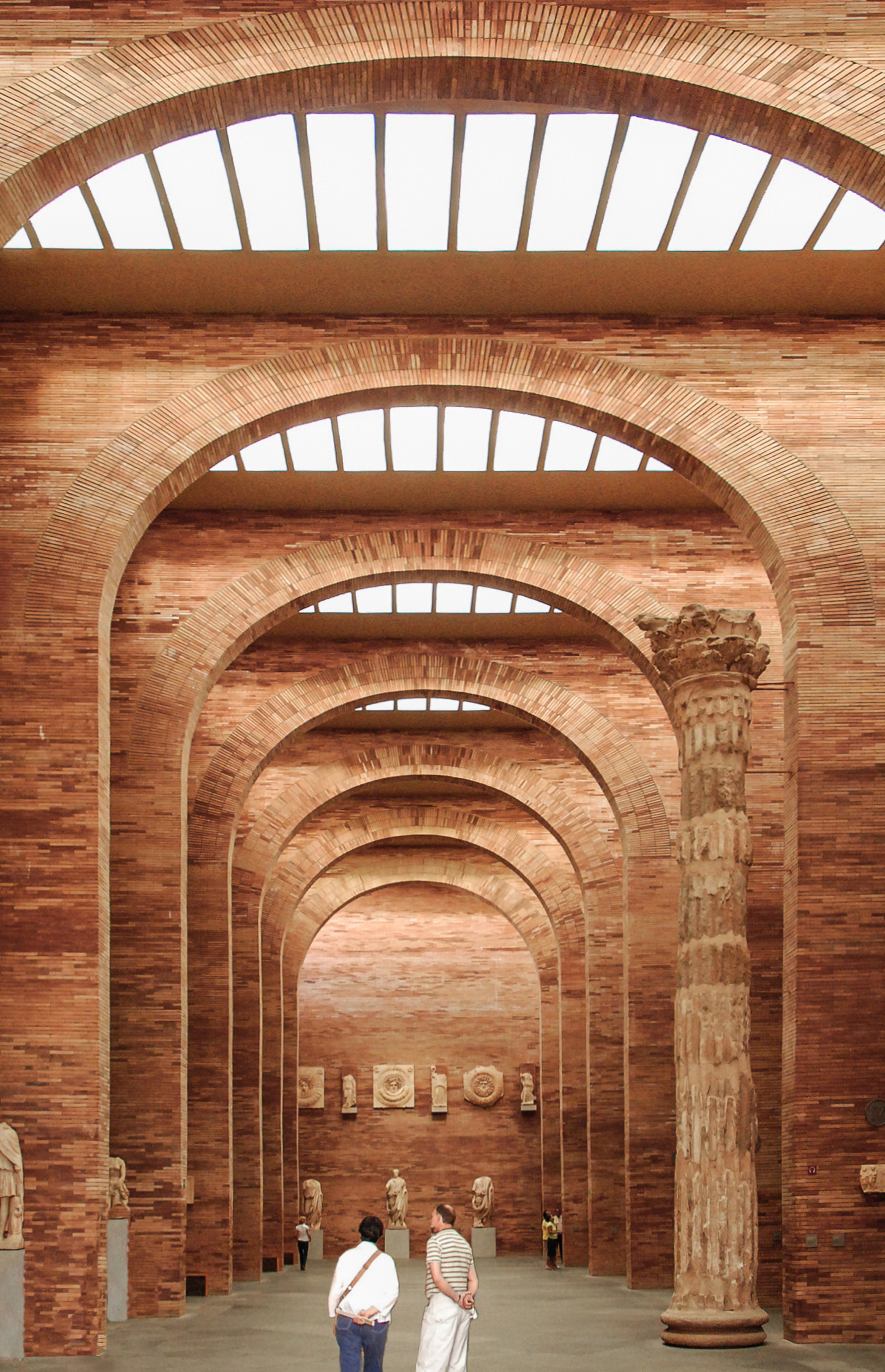
Muzeum Sztuki Rzymskiej w Meridzie, 1980-85
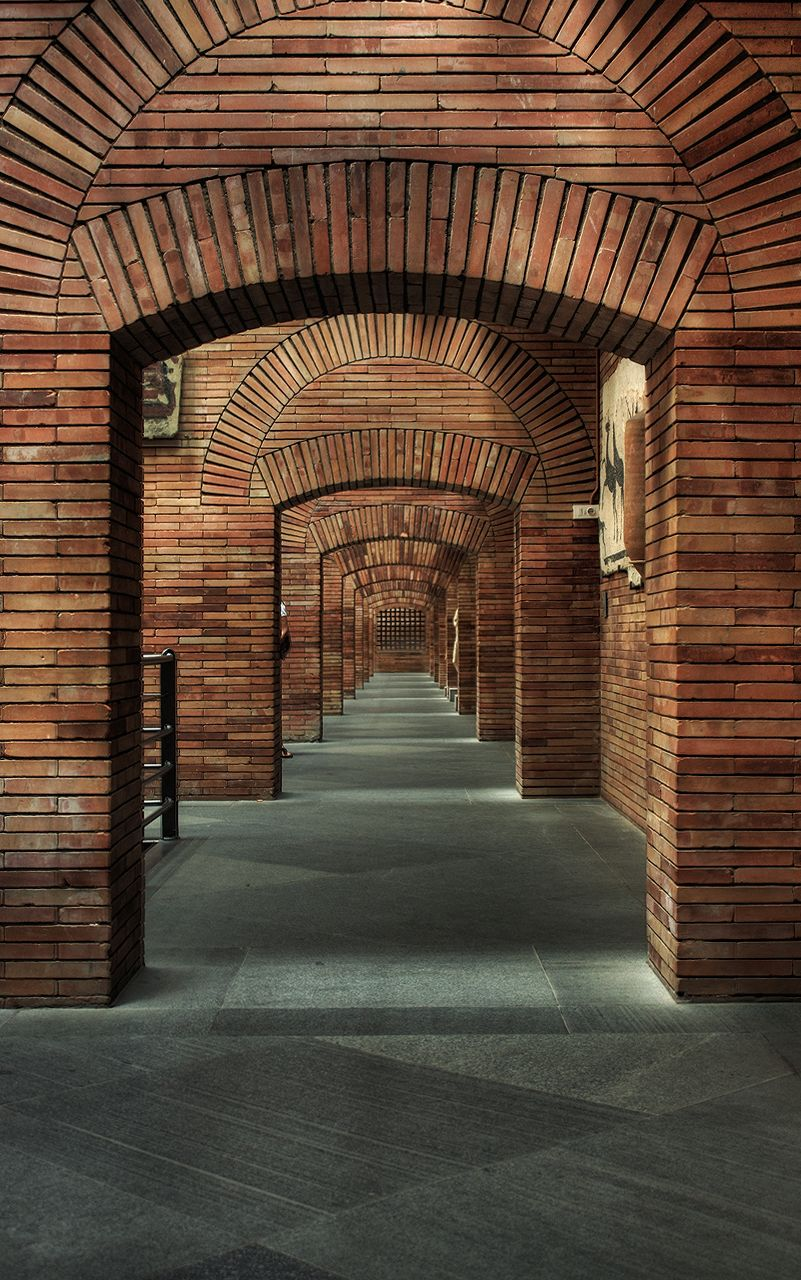
Muzeum Sztuki Rzymskiej w Meridzie, 1980-85
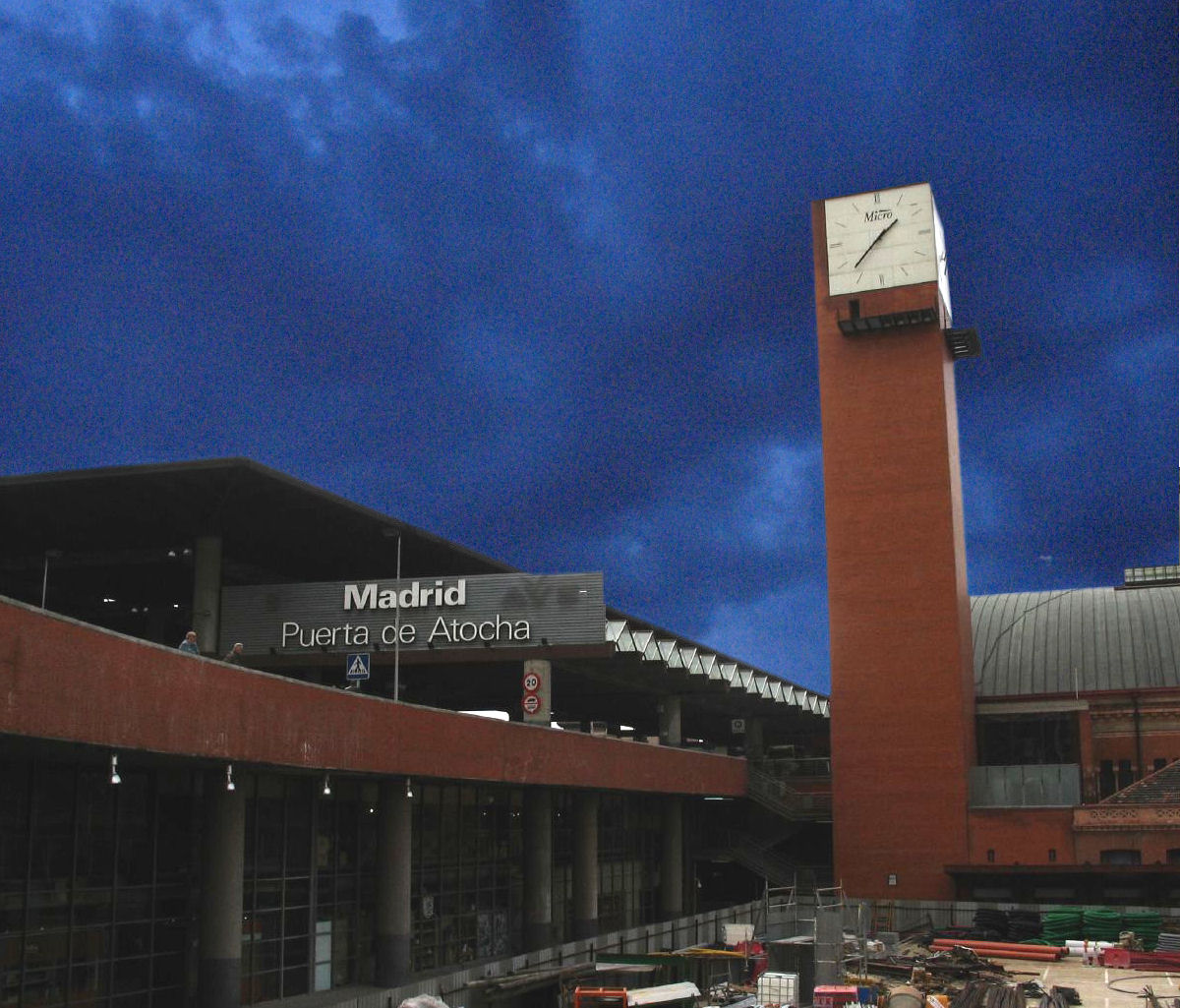
Dworzec Atocha w Madrycie, 1985-88
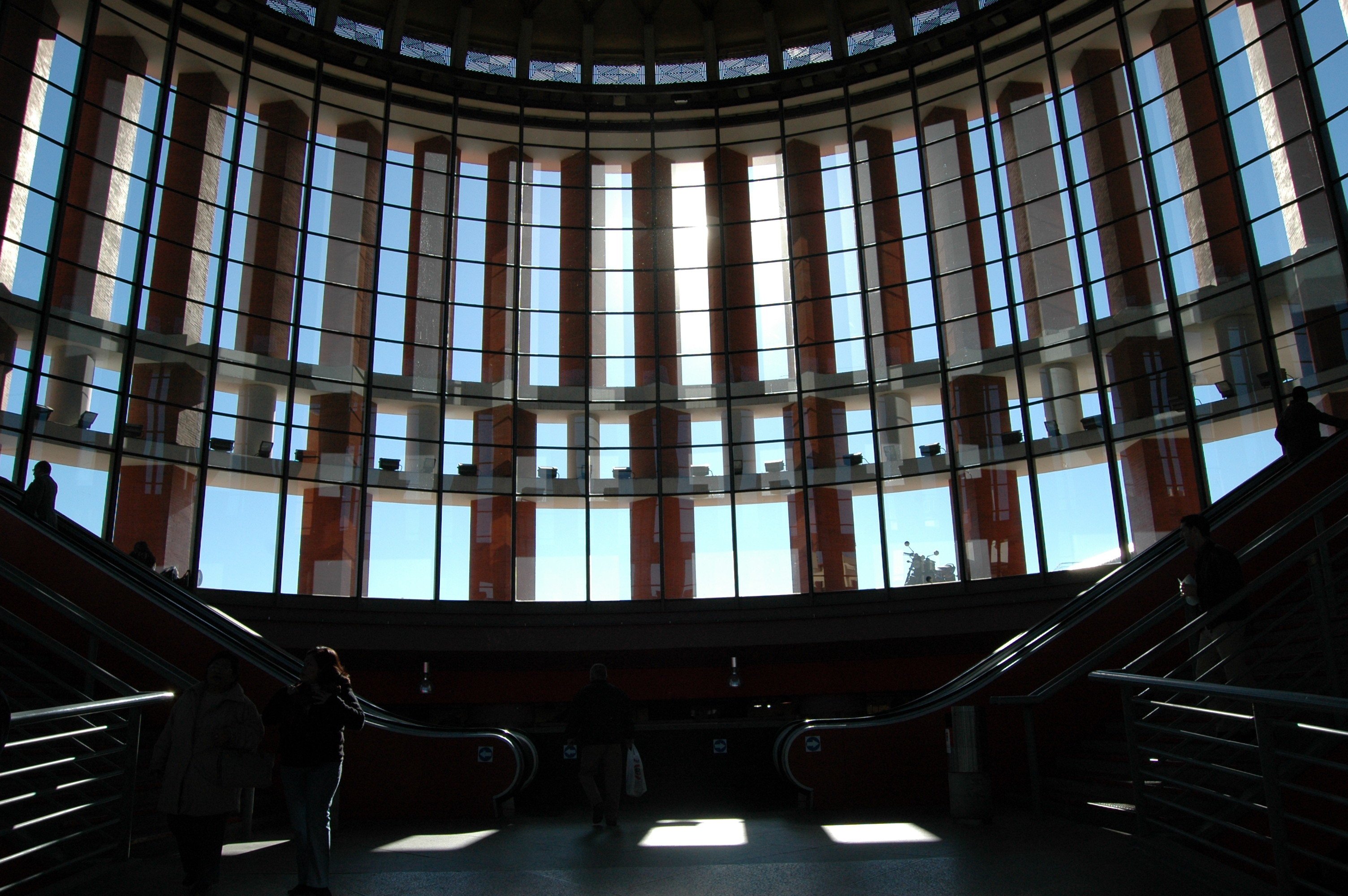
Dworzec Atocha w Madrycie, 1985-88
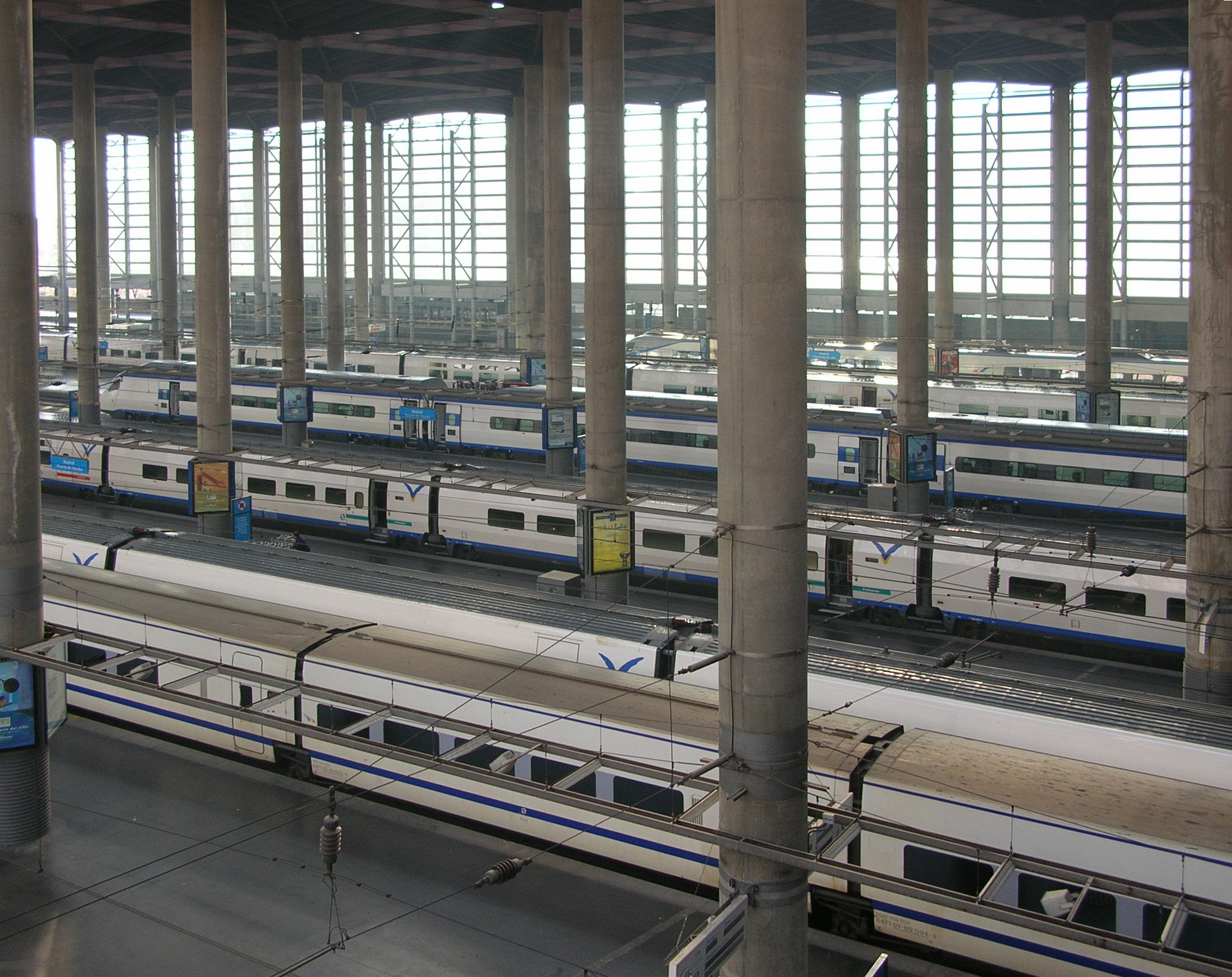
Dworzec Atocha w Madrycie, 1985-88
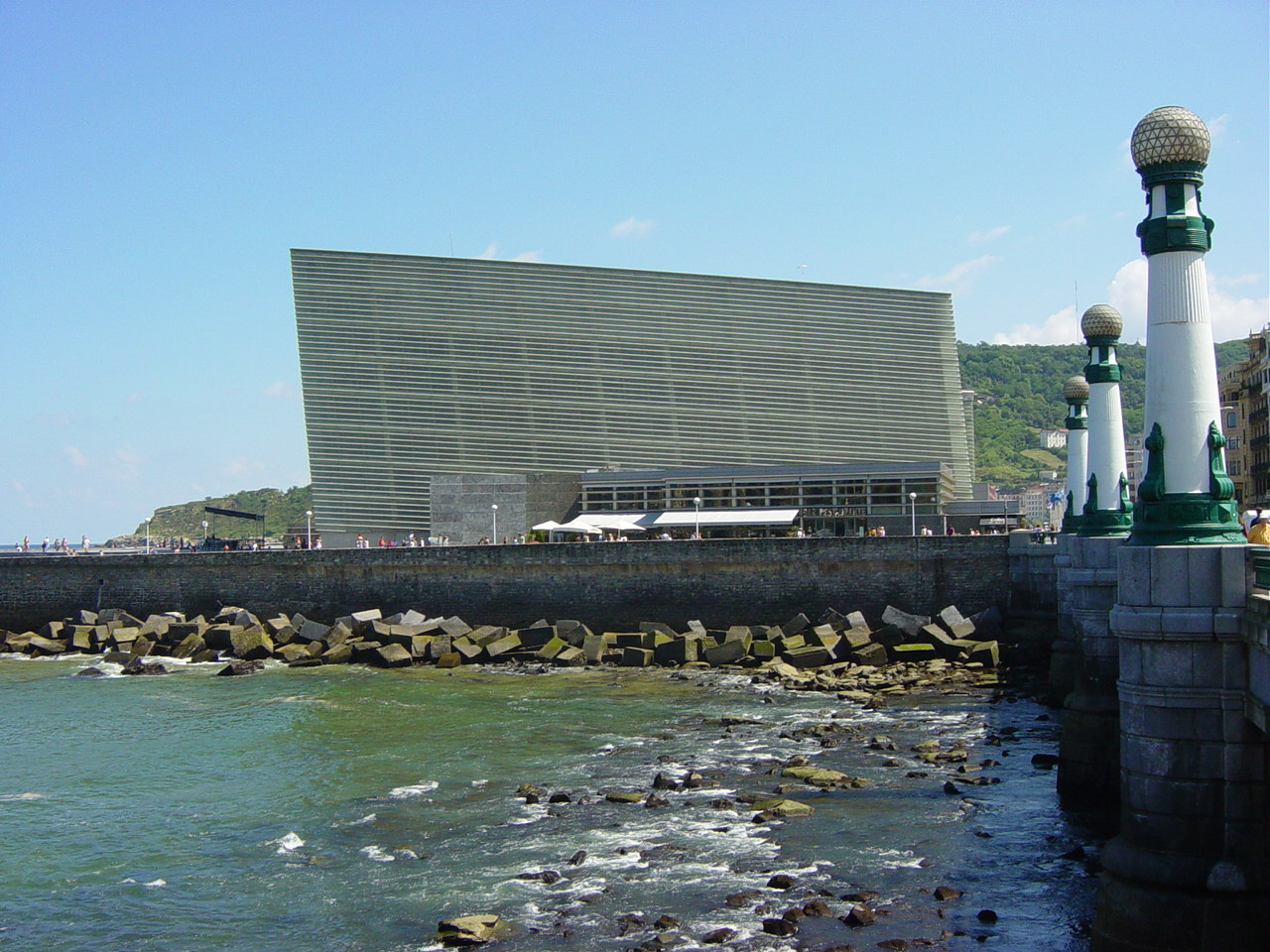
Kursaal sala kongresowa w San Sebastian, 1990-99
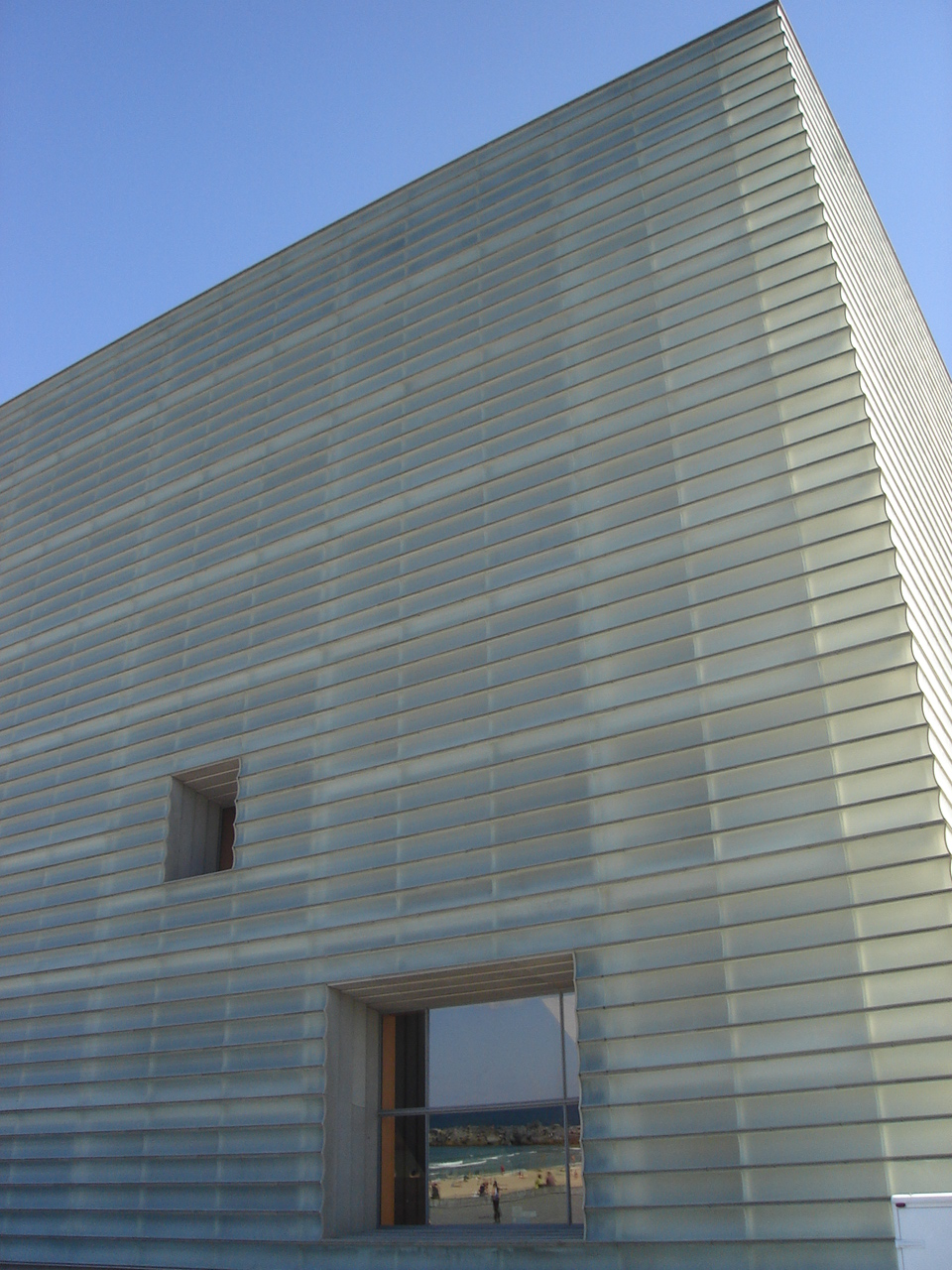
Kursaal sala kongresowa w San Sebastian, 1990-99
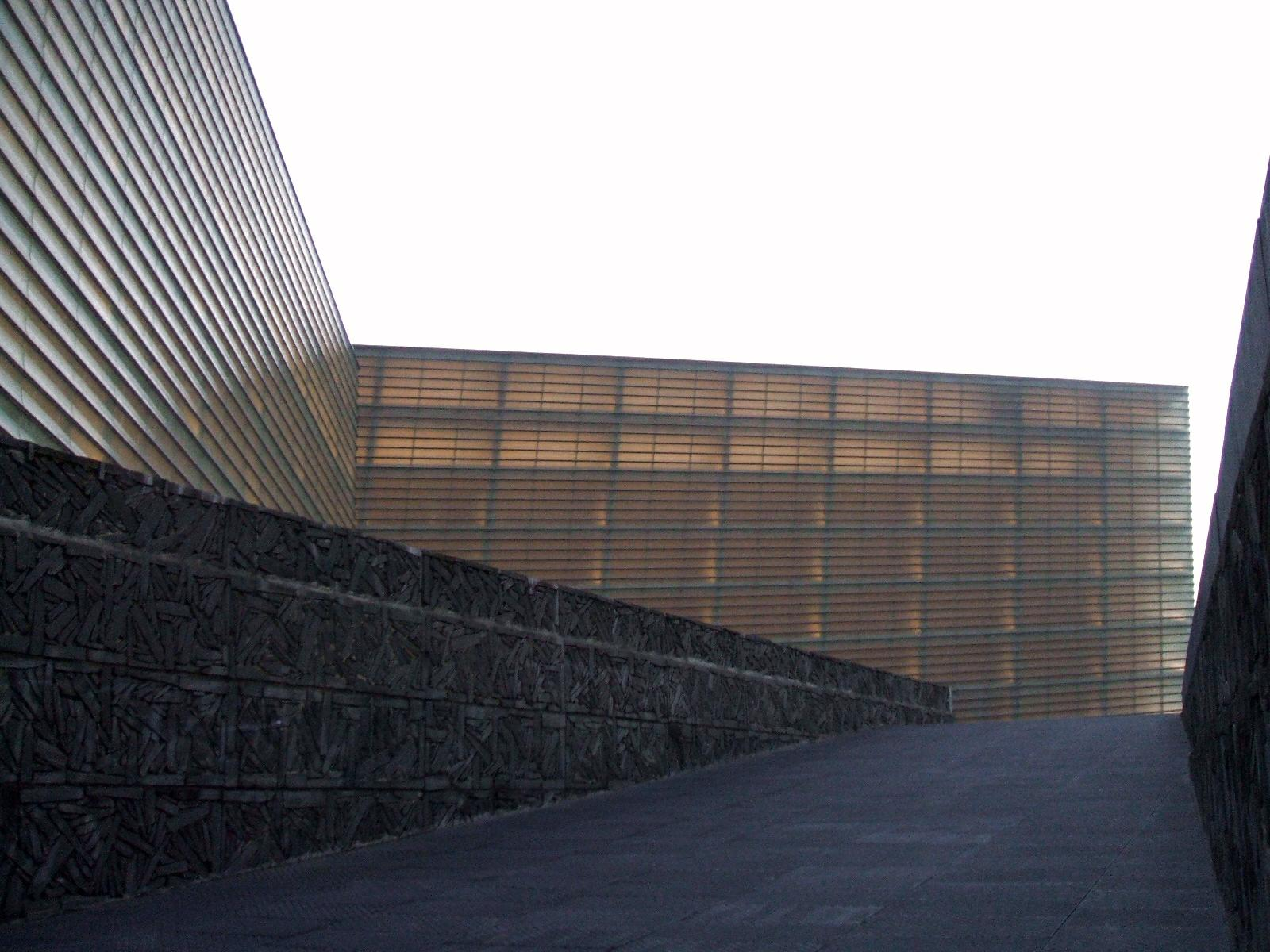
Kursaal sala kongresowa w San Sebastian, 1990-99
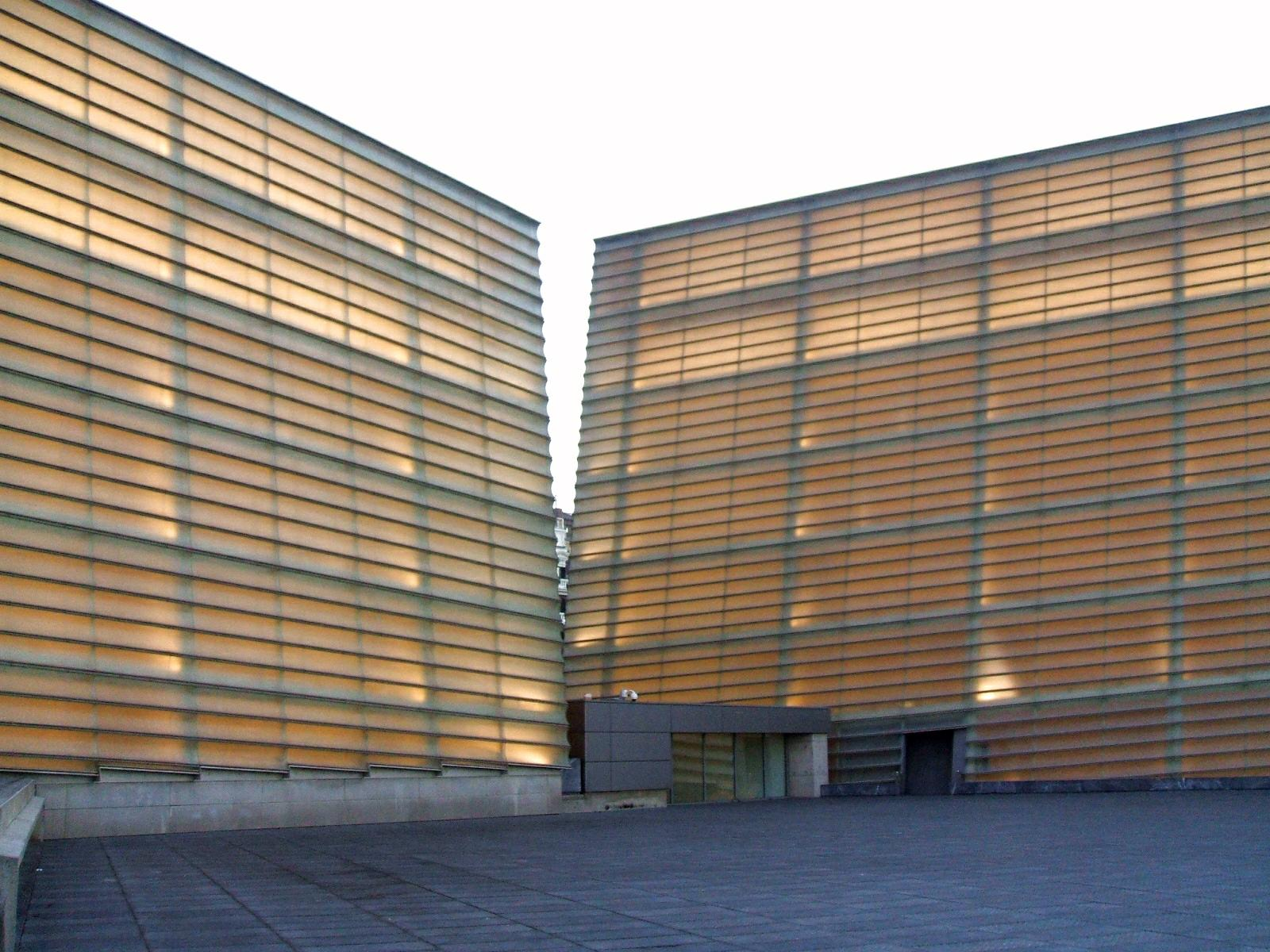
Kursaal sala kongresowa w San Sebastian, 1990-99
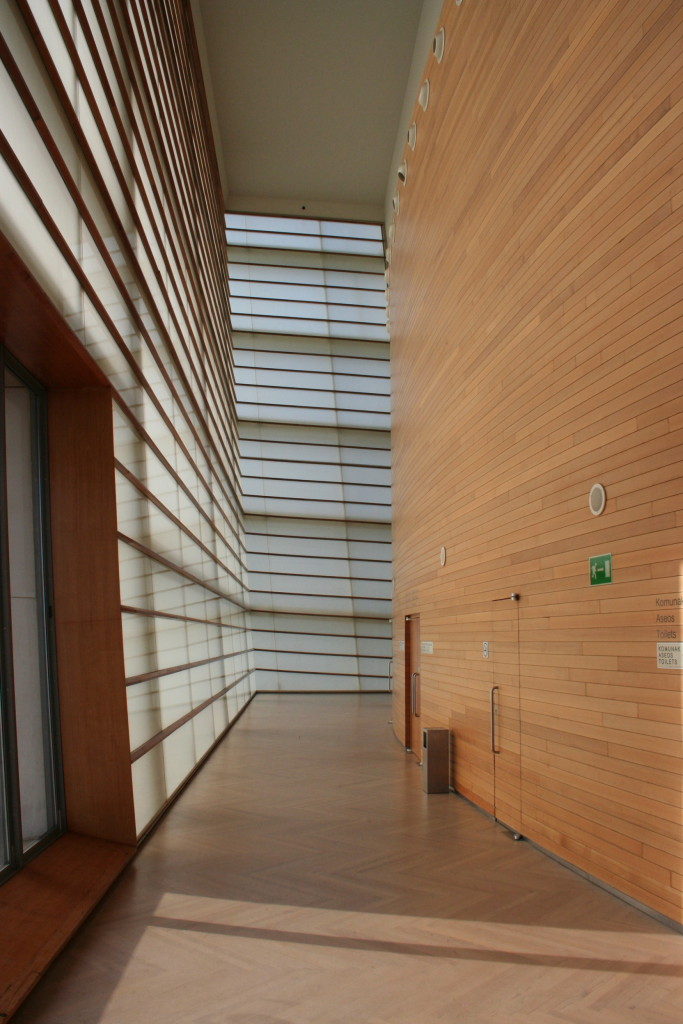
Kursaal sala kongresowa w San Sebastian, 1990-99
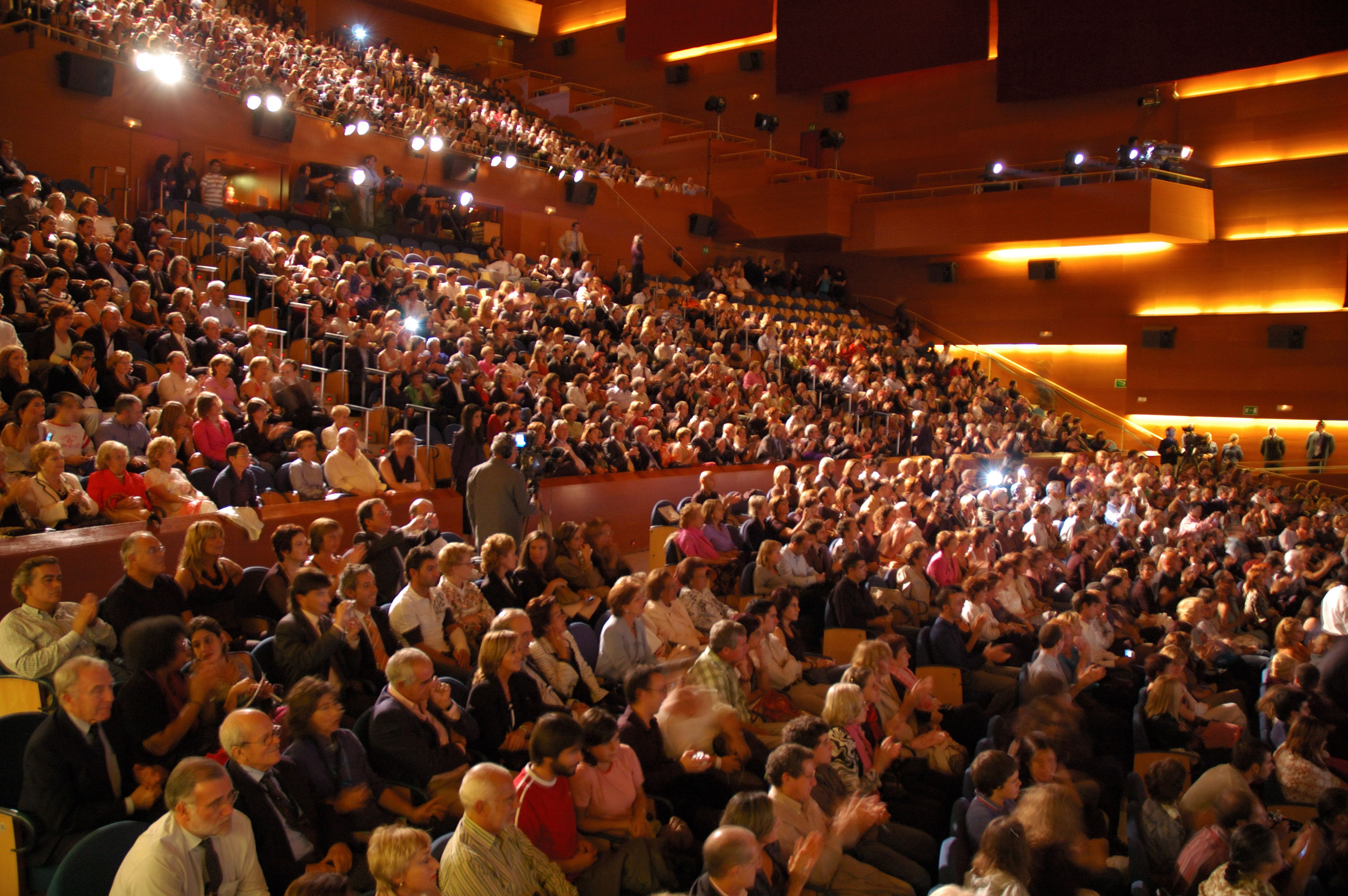
Kursaal sala kongresowa w San Sebastian, 1990-99
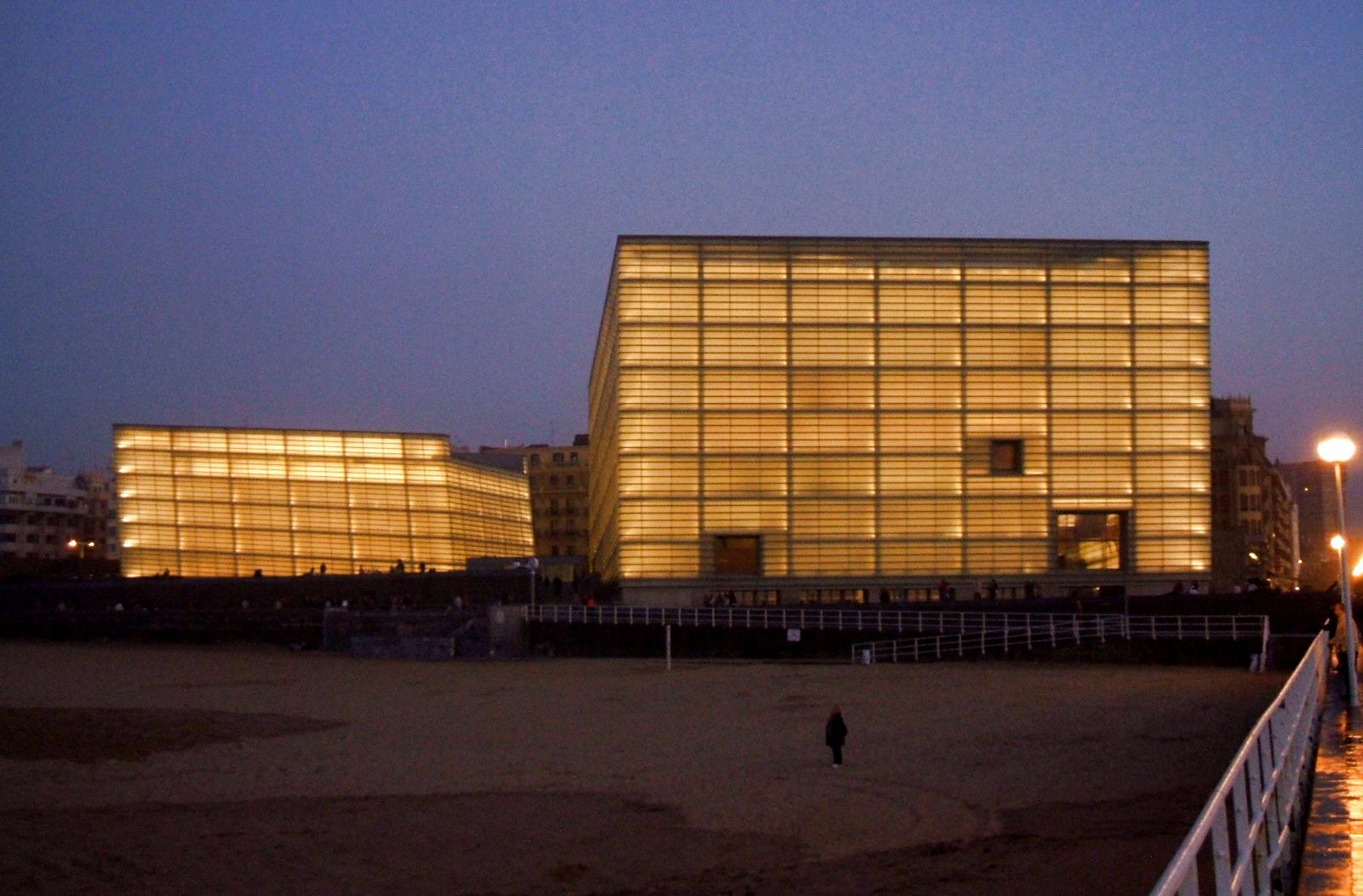
Kursaal sala kongresowa w San Sebastian, 1990-99
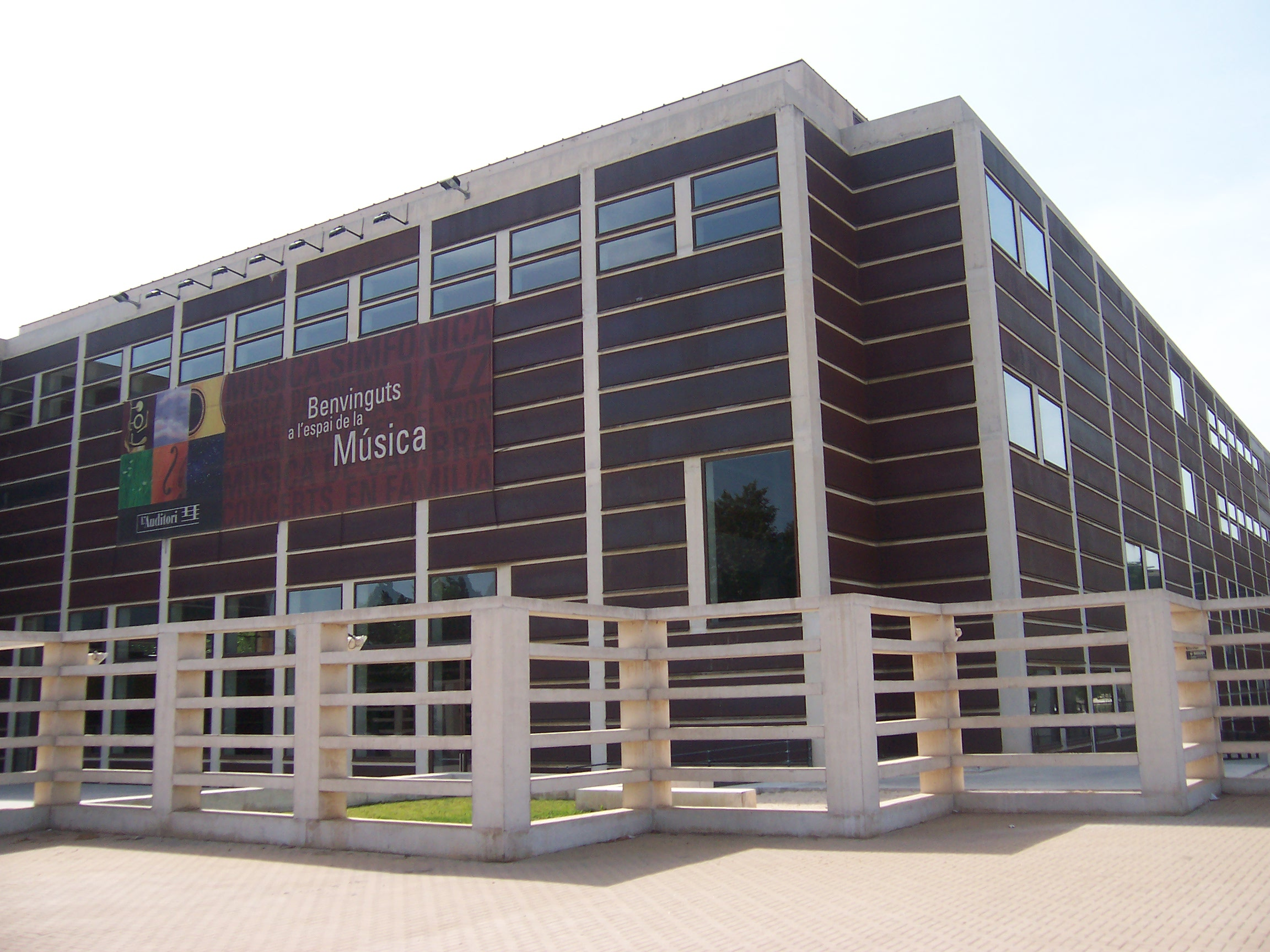
Audytorium koncertowe, Barcelona, 1987-99
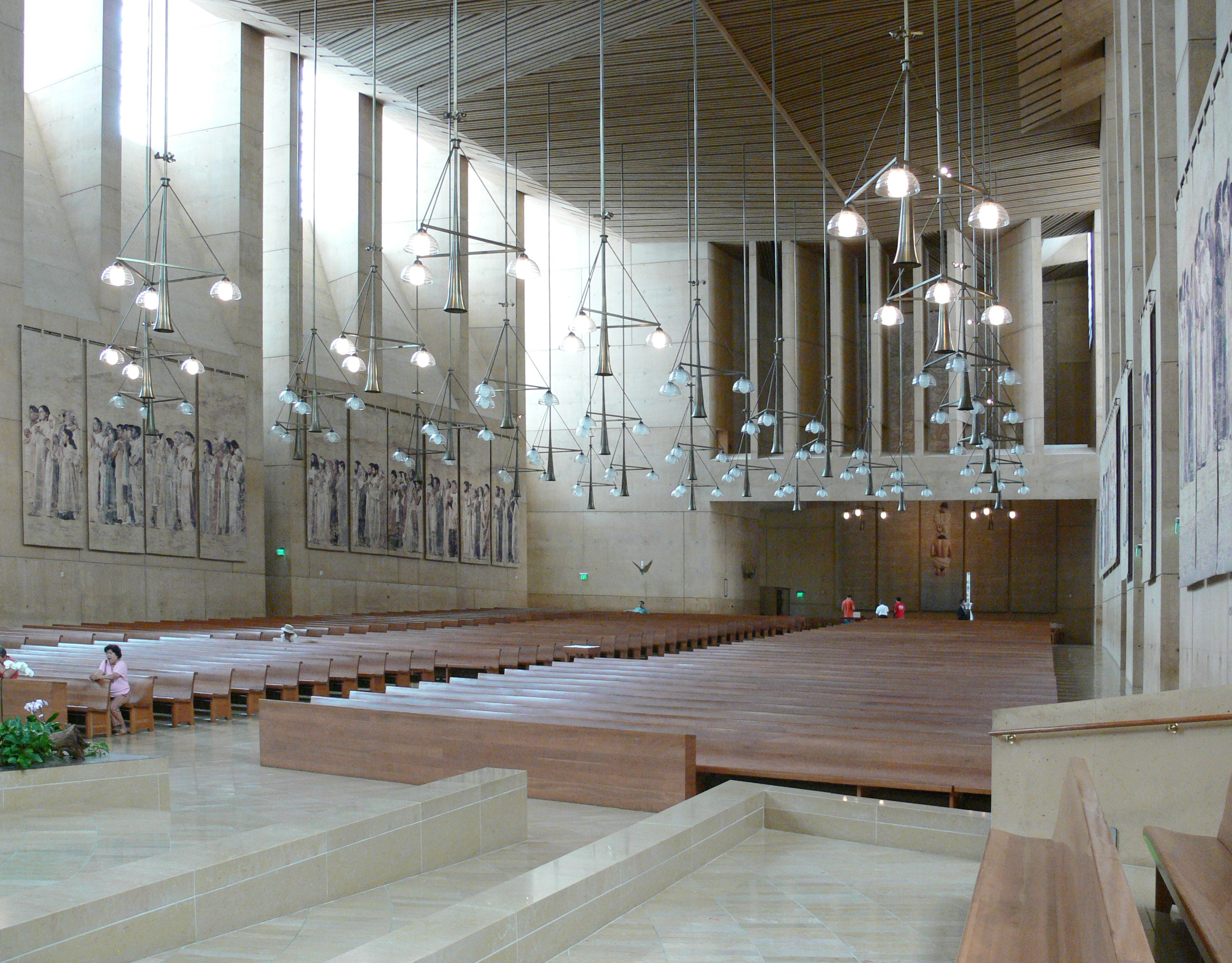
Our Lady of the Angels, Los Angeles, 1996–2002
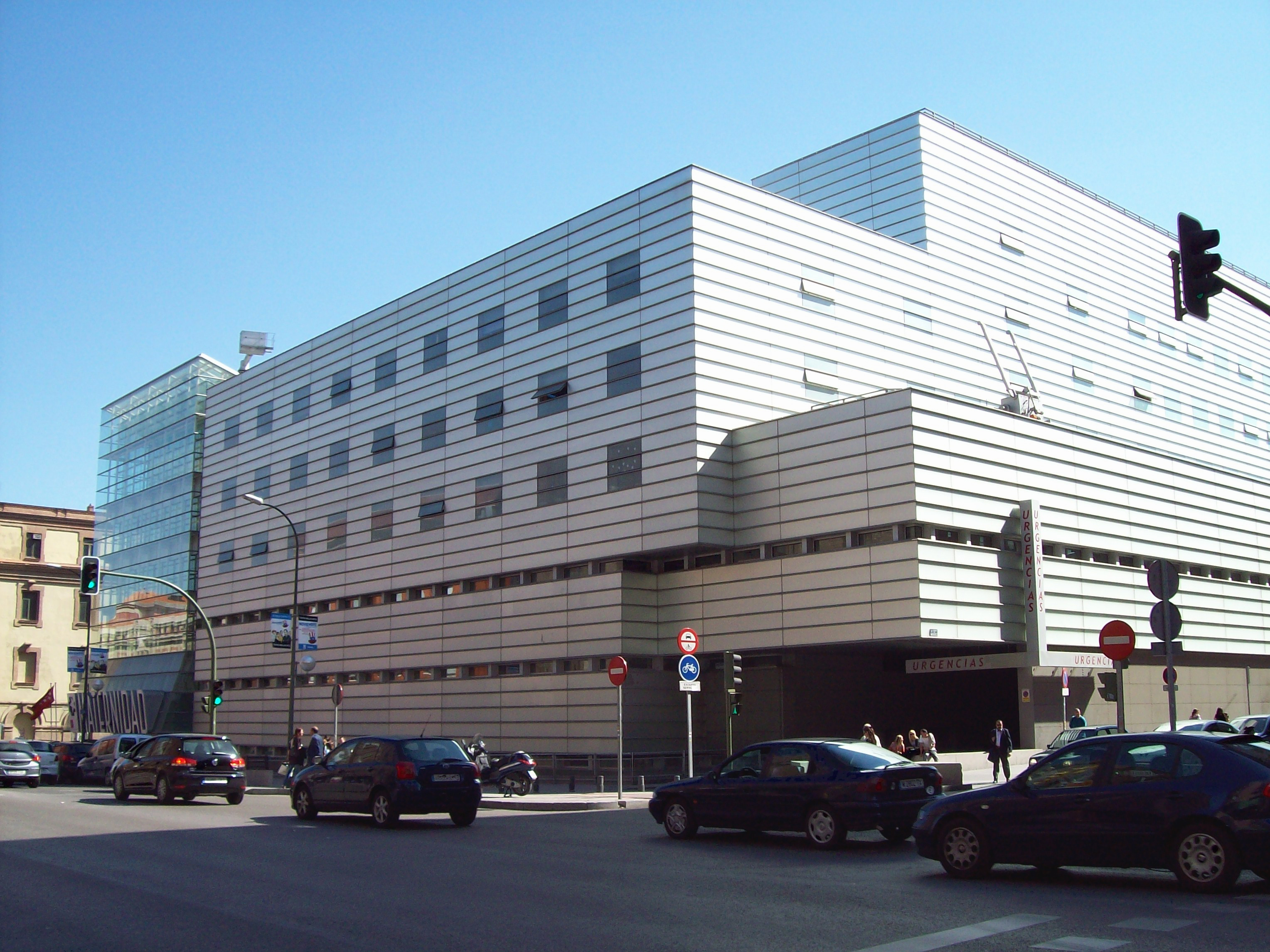
Szpital O’Donnell, Madryt, 1996−2003
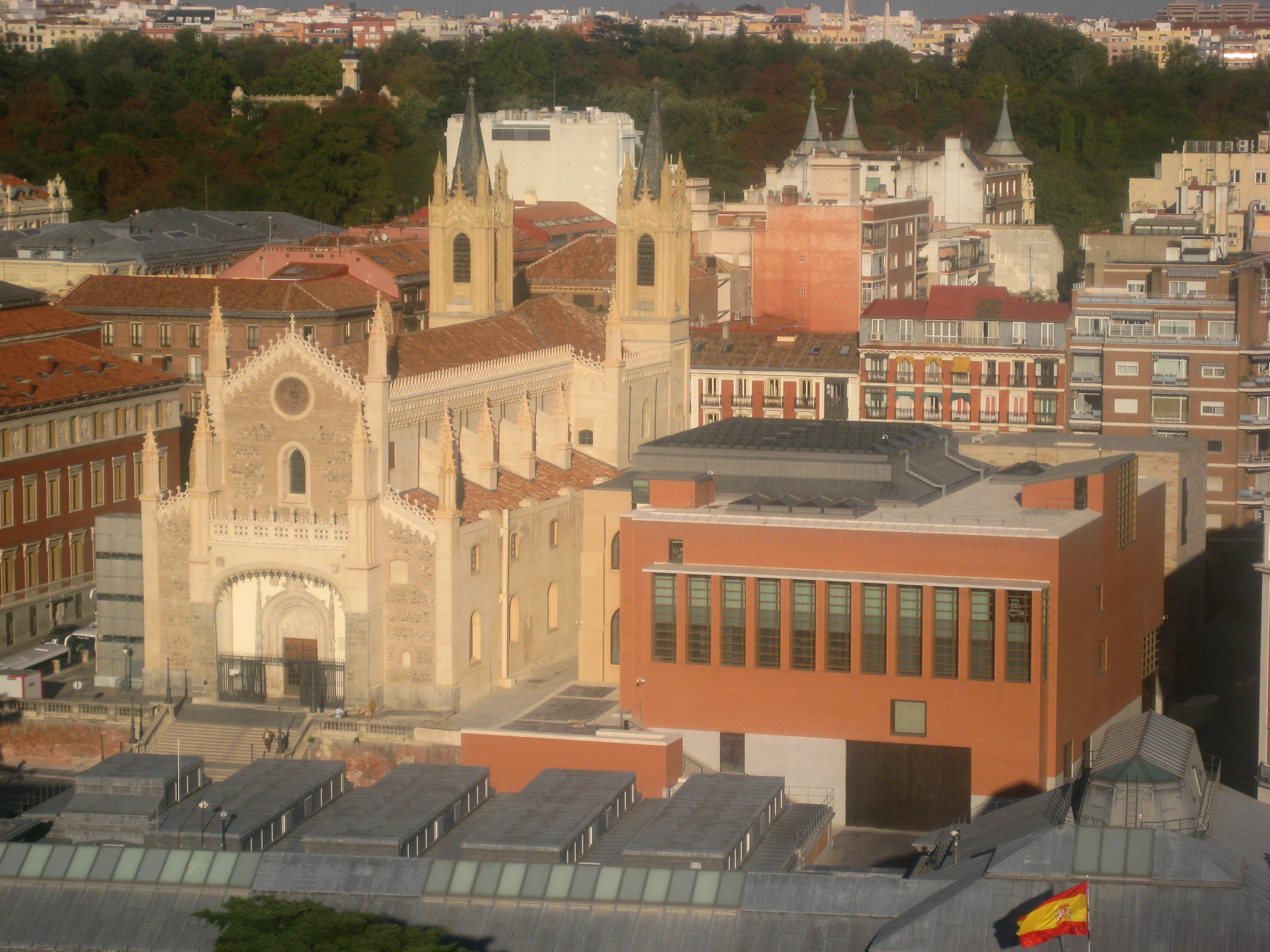
Rozbudowa Muzeum Prado w Madrycie, 2007
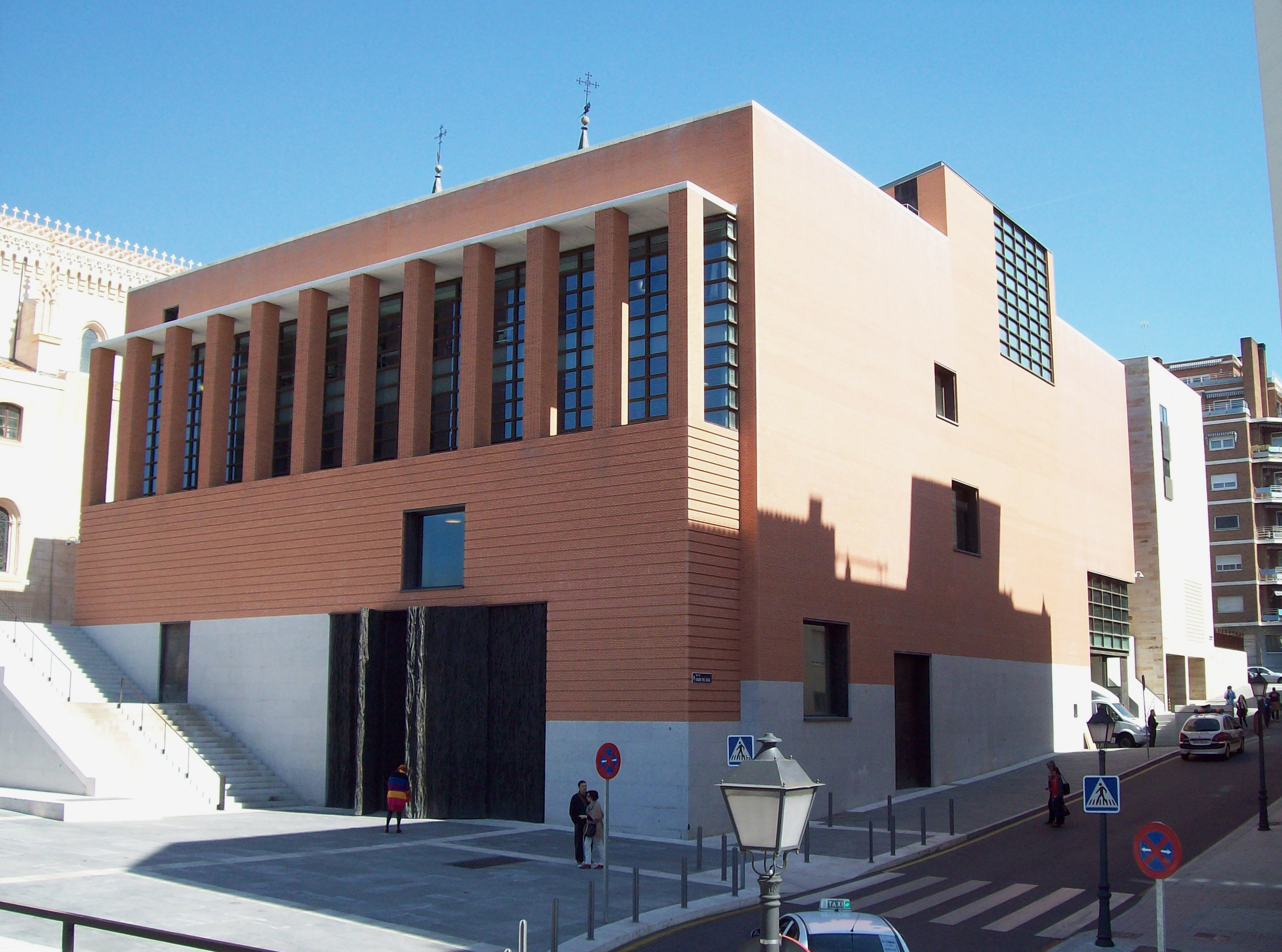
Rozbudowa Muzeum Prado w Madrycie, 2007